# Zemba (volk)
De Zemba (of Ovazemba, Tjimba, Cimba) is een bevolkingsgroep in het noordwesten van Namibië, in de regio Kunene, en in het zuidwesten van Angola. De Zemba zijn nauw verwant aan de Himba. Het volk kent een nomadische levenswijze en leven voornamelijk van hun vee.
De taal van de Zemba wordt eveneens Zemba genoemd.

## Zemba in Namibië
Volgens de Namibische National Society for Human Rights (NSHR) zijn de Zemba aan het einde van de 19de eeuw vanuit Angola naar het huidige Namibië getrokken. Aanleiding hiervoor was de uitbreidende kolonisatie van Angola door de Portugezen. De Zemba hebben de Kunenerivier overgestoken en zich gevestigd bij Etoto in de buurt van de Ruacana waterval.
De Zemba in Namibië hebben een onduidelijke status. Hun traditionele leiders worden niet erkend door de naburige volken.